# Chelīsād
Chelīsād är en ort i Iran.   Den ligger i provinsen Khuzestan, i den centrala delen av landet, 500 km söder om huvudstaden Teheran. Chelīsād ligger 2 194 meter över havet och antalet invånare är 348.
Terrängen runt Chelīsād är bergig norrut, men söderut är den kuperad.Runt Chelīsād är det ganska tätbefolkat, med 56 invånare per kvadratkilometer. Närmaste större samhälle är Dehdez, 6,0 km sydost om Chelīsād. Omgivningarna runt Chelīsād är i huvudsak ett öppet busklandskap.